# Derek Denny-Brown
Pour les articles homonymes, voir Denny et Brown.
Derek Ernest Denny-Brown (né en 1901 à Christchurch, Nouvelle-Zélande, et mort le 20 avril 1981) est un neurologue britannique naturalisé américain. Il a exercé à Oxford, Londres et Boston et il est l'auteur de contribution majeures dans son domaine, comme le développement de l'électromyographie, la physiologie de la miction et le traitement de la maladie de Wilson.

## Biographie
Il fait ses études à l'université d'Otago, à Dunedin, dans l'Île du Sud, où il se qualifie en médecine en 1924. Il obtient ensuite un fellowship de recherche dans le département de Sir Charles Scott Sherrington avec lequel il étudie la physiologie du motoneurone. Il obtient un PhD et publie seize articles scientifiques sur ses recherches.
En 1928, il prend des fonctions de clinicien à l'hôpital neurologique de Queen Square à Londres où il poursuit sa formation en neurologie durant les années qui suivent. Il est chargé de cours dans cet établissement ainsi qu'au Guy's Hospital. L'hôpital de Queen Square est alors à la pointe de la neurologie en plein essor et il y subit l'influence des séniors de cette spécialité comme Gordon Holmes, Charles Symonds et Samuel Alexander Kinnier Wilson. En 1933, il est affecté à la Territorial Army (TA) dans la section du Royal Army Medical Corps (RAMC), où il est élevé au grade de premier-lieutenant (en) le 9 décembre 1933, puis de capitaine un an plus tard. Il est nommé neurologue au St Bartholomew's Hospital en 1935. Il passe l'année 1936 à Baltimore et à l'Université Yale où il mène des travaux de recherche avec l'un de ses anciens collègues d'Oxford, John Fulton. Il rentre ensuite à Londres et réintègre l'hôpital de Queen Square. Il épouse Sylvia Summerhayes en 1937; le couple aura quatre garçons.  Le 5 mars 1938, il est transféré de la liste des officiers actifs de la TA à celle des officiers de réserve.

## Travaux
Ses  recherches menées en 1938 avec JB. Pennybacker, conduisent à la création de l'électromyographie clinique  (EMG). En 1951, il introduit le BAL comme premier traitement de la surcharge en cuivre de la maladie de Wilson. Cette découverte constitue l'un des premiers traitements efficaces d'une maladie neurologique.
Denny-Brown a également contribué à la compréhension de nombreux autres désordres neurologiques.

## Influence
Denny-Brown arrive aux États-Unis à une époque où la neurochirurgie et la psychiatrie occultent le champ alors restreint de la neurologie. On lui doit la formation de nombreux professeurs de neurologie et d'avoir donné à cette spécialité une place de premier plan.